# Petrăchioaia
Petrăchioaia là một xã thuộc hạt Ilfov, România. Dân số thời điểm năm 2002 là 2835 người.